# الرباط الأمامي لرأس عظم الشظية
الرباط الأمامي لرأس عظم الشظية يتكون من 2-3 أشرطة مسطحة تمر مائلة لأعلى من أمام رأس الشظية إلى أمام اللقمة الوحشية لعظم الظنبوب، وتندمج مع المحفظة المفصلية للمفصل الظنبوبي الشظوي العلوي للحد من حركته.